# Dhaulagirius
Dhaulagirius is een geslacht van hooiwagens uit de familie Epedanidae.
De wetenschappelijke naam Dhaulagirius is voor het eerst geldig gepubliceerd door Martens in 1977. 

## Soorten
Dhaulagirius is monotypisch en omvat slechts de volgende soort:
- Dhaulagirius altitudinalis